# Burg Hallermund
Die Burg Hallermund ist mit ihren spärlichen Resten ein Burgstall etwa 2,5 km südlich von Springe in der Region Hannover in Niedersachsen. Bei der 1189 erstmals erwähnten Höhenburg handelte es sich um das Herrschaftszentrum der Grafschaft Hallermund. Die zur Raubritterburg gewordene Anlage wurde 1435 bei einer Fehde geschleift und nicht mehr aufgebaut. Ihre wenigen Reste liegen innerhalb des ummauerten Sauparks Springe und sind zu den Öffnungszeiten des Parks zugänglich.

## Lage
Die Burg lag auf der steilen, kegelförmigen Bergkuppe des Hallermundskopf 218 m über NN. Er ist der Ostseite des Kleinen Deisters vorgeschoben. Das Burggelände liegt innerhalb des Sauparks Springe etwa 500 m Luftlinie südlich des Jagdschlosses Springe, wo sich der Haupteingang befindet. Heute führt einer der Wanderwege des Sauparks hinauf zur Burgstelle, auf den letzten Metern als schmaler und steiler Pfad. Aufgrund der gewundenen Wege beträgt die Entfernung vom Jagdschloss etwa 1,2 km.

## Geschichte
Die Burg war Mittelpunkt der kleinen Grafschaft Hallermund. Von den Grafen war sie nur kurze Zeit bewohnt, da sie in Springe residierten. Die erste urkundliche Erwähnung der Anlage war 1189, als Ludolf und Wilbrand von Hallermund die Burg an Bischof Adelog von Hildesheim verpfändeten. Durch Streitigkeiten mit den Welfen verloren die Grafen Hallermund im 13. und 14. Jahrhundert zunehmend an Einfluss und Bedeutung. 1282 verpfändeten sie die Burg an die Welfen, an die alle ihre Privilegien 1411 übergingen. Denen von Hallermund kam so die Burg abhanden, aber bis zum Aussterben ihres Geschlechtes 1436 gehörten ihnen große Ländereien in der Gegend. Die Welfen setzten 1386 die Grafen von Spiegelberg als Pfandbesitzer der Burg ein. Graf Moritz von Spiegelberg hielt seinen Pfandgebern nicht immer die Treue und funktionierte die Befestigung zur Raubritterburg um. Diesem Treiben setzten die Welfen durch Herzog Heinrich den Älteren von Braunschweig in der Spiegelberger Stiftsfehde 1434/35 im Auftrag der umliegenden Städte Hannover, Hildesheim, Pattensen, Münder ein Ende. Sie schleiften die Burg, die danach nicht mehr aufgebaut wurde.

## Baubeschreibung

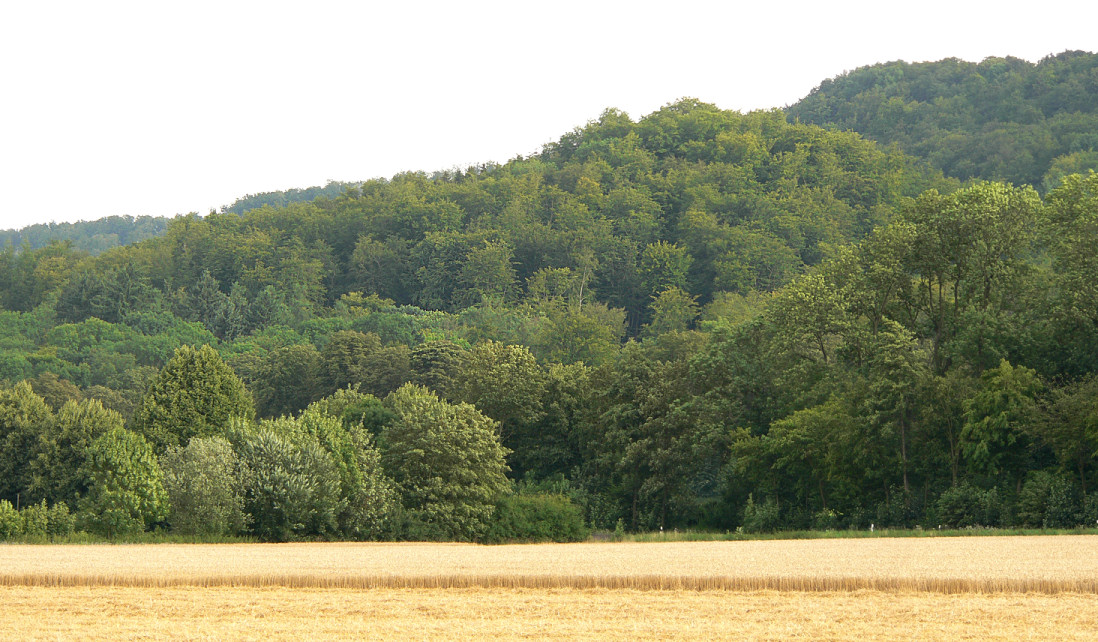
Kegelförmige Erhebung des Hallermundskopfs mit dem Burgstandort von Osten gesehen, dahinter der Kleine Deister

Die Burg stand auf dem ovalen Plateau der Bergkuppe, das 50 × 30 m misst. Das Aussehen und der Aufbau der Burg sind nicht bildlich überliefert, was auf ihre frühe und komplette Zerstörung 1435 zurückzuführen ist. Ab 1243 ist urkundlich eine Burgkapelle auf der Burg nachweisbar. Neben ihren Verteidigungsanlagen, wahrscheinlich Ringmauer und Bergfried, soll die Burg über eine Schmiede sowie Wohnanlagen verfügt haben.
Bauliche Überbleibsel sind nur noch als lose Steine, Dachziegelstücke und Mauerreste vorhanden. Am Rande des Plateaus finden sich größere Erdlöcher, die auf eingestürzte Keller früherer Gebäude hinweisen. Bei Fundamentresten an einer Steilkante dürfte es sich um einen Turm oder ein anderes Gebäude gehandelt haben. Unmittelbar unterhalb der Bergkuppe ist die Burganlage von einem Burggraben mit Vorwall umgeben. Das Burgplateau ist heute von jungen Laubbäumen eng bewachsen und daher nur auf einem Pfad begehbar. Ungefähr 300 m östlich der Burganlage befand sich ein kleinerer Vorposten, der heute nur noch aus Wallresten besteht.
Etwa 200 m unterhalb der Burg liegt der Eselsteich, der aus dem Eselsbach angestaut wurde. Bach und Teich dienten wahrscheinlich der Wasserversorgung der Burg und der Fischzucht. Am Teich wurden bereits bei archäologischen Ausgrabungen 1820 Funde gemacht, die den Burgnutzern zuzurechnen sind. Dabei handelte es sich um Hufeisen, Mauerreste, Knochen, Keramik, Eisenstücke sowie Silber- und Goldschmuck. Nach einer Renovierung 2007 ist der Teich heute (2012) wieder gefüllt.
Im Jahr 2014  führten Mitarbeiter des Niedersächsischen Landesamtes für Denkmalpflege im Burgbereich eine großflächige Prospektion mittels Metallsonden durch, da auf dem Burggelände Grablöcher von Raubgräbern festgestellt wurden. Dies führte zum Auffinden von Armbrustbolzen, Geschossen aus Blei, Hufeisenteilen sowie Keramikresten. Zu Buntmetallfunden gehören Gegenstände des täglichen Gebrauchs und Kleidungsteile, wie Applikationen und Schnallen. An Münzen fanden sich ein Brakteat des Bistums Hildesheim aus der Zeit um 1250 sowie ein silberner Hohlpfennig aus Hamburg aus dem 14. Jahrhundert sowie ein mittelalterlicher Silberpfennig. Ein herausragender Fund war eine dreiecksförmige Brosche (Fürspann) mit vier Einlagen aus Flussmuscheln. 

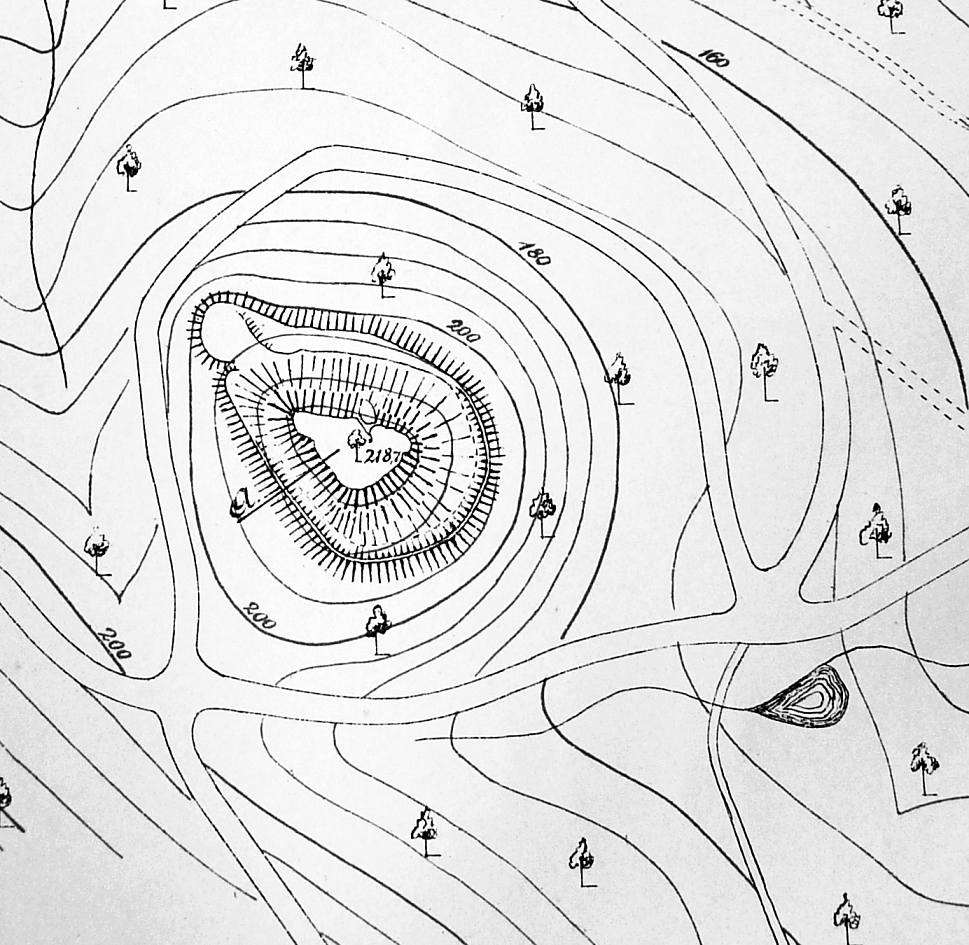
Lageplan von Carl Schuchhardt um 1910
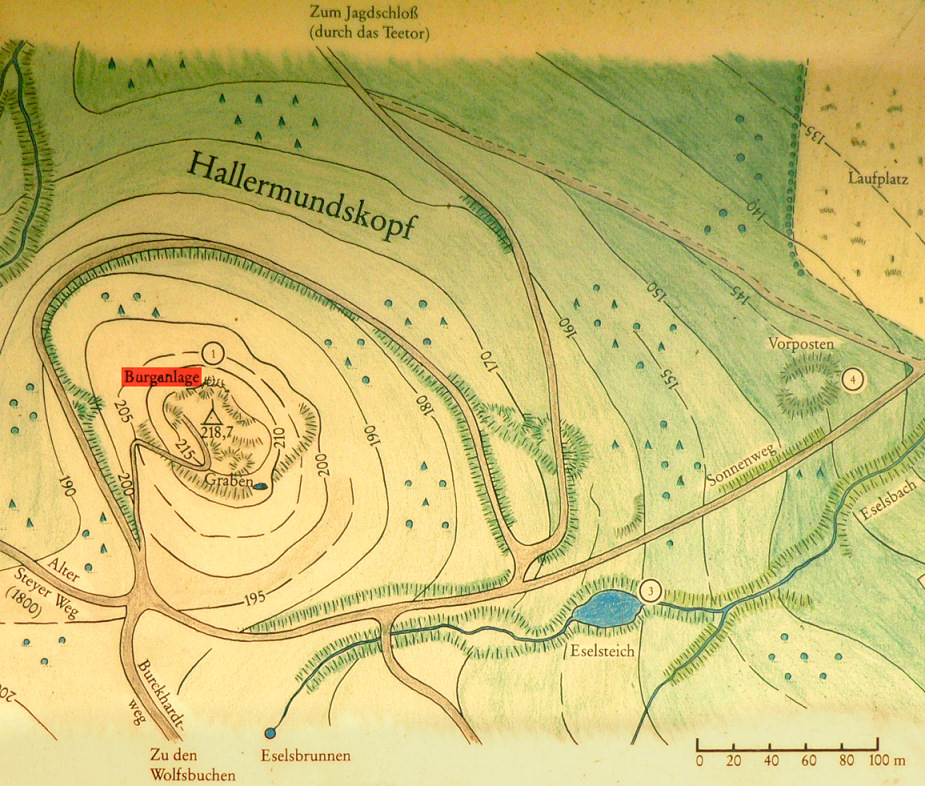
Lageplan der Burgstelle und heutige Wanderwege
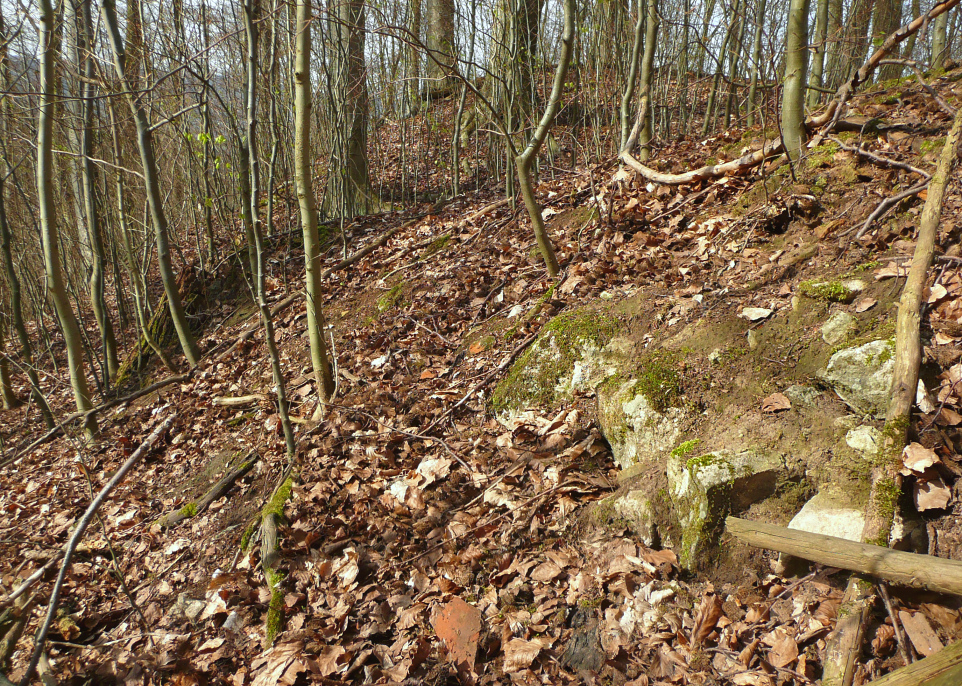
Rand des Burgplateaus mit Fundament- und Dachziegelresten
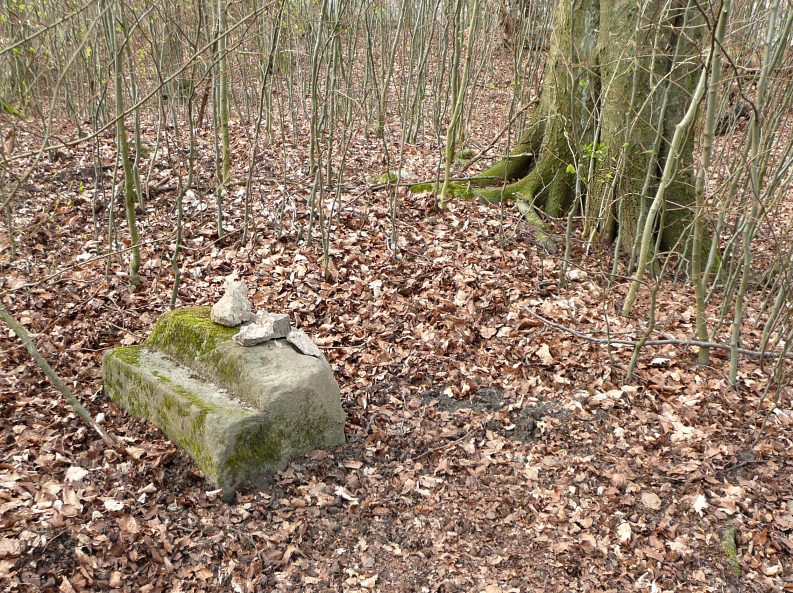
Steinreste auf dem Burgplateau
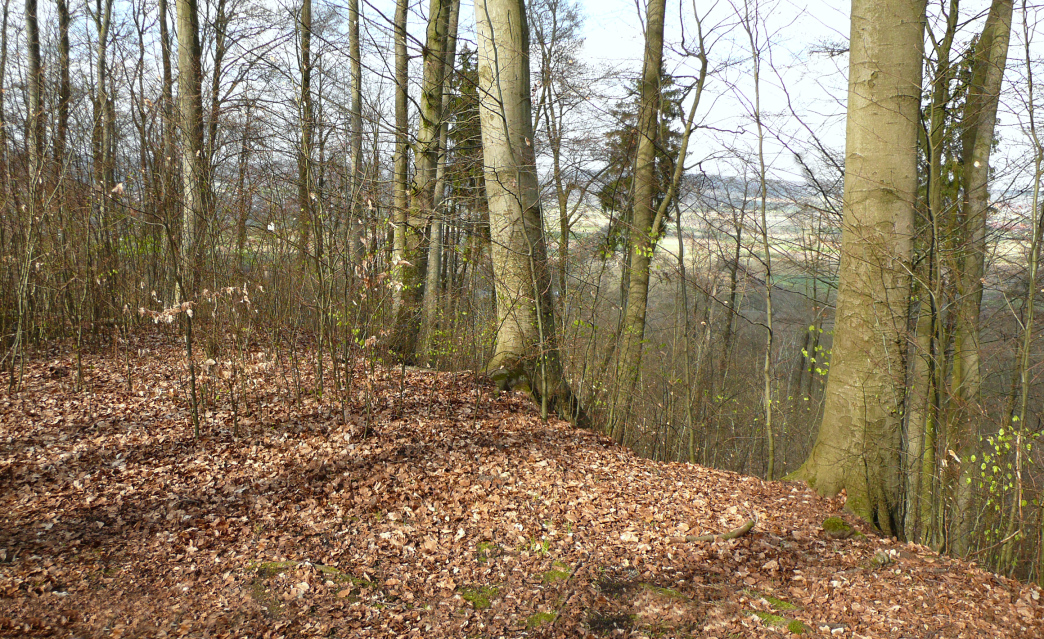
Blick vom Burgplateau ins Vorland
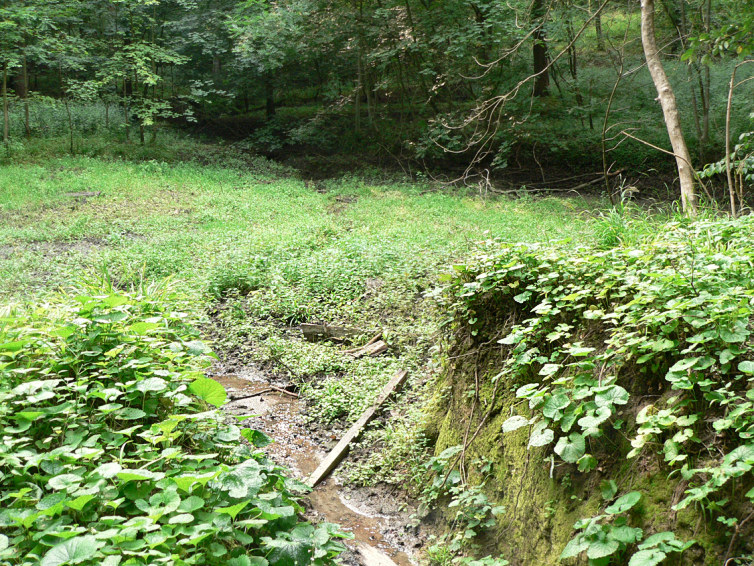
Leerer Eselsteich mit durchstochenem Damm im Jahre 2007